# Карлос Гутьеррес де лос Риос
Карлос Хосе Франсиско де Паула Гутьеррес де лос Риос-и-Сармьенто де Сотомайор (3 января 1779, Лиссабон — 27 ноября 1822, Париж) — испанский аристократ и дипломат, 7-й граф де Фернан-Нуньес (с 1795), 1-й герцог Фернан Нуньес (с 1817), гранд Испании, 6-й маркиз Кастель-Монкайо, 10-й маркиз де ла Аламеда, 11-й граф де Барахас, 4-й граф Вильянуэва-де-лас-Ачас и 1-й сеньор Ла-Игера-де-Варгас.

## Биография
Родился 3 января 1779 года в Лисабоне, где его отец был послом. Старший сын Карлоса Хосе Гутьерреса де лос Риос-и-Роган-Шабо, 6-го графа Фернана-Нуньеса (1742—1795), и его жены, Марии де ла Эсклавитуд Сармьенто де Сотомайор-и-Сааведра (1760—1810), 18-й сеньоры Ла-Игера-де-Варгас, 5-й маркизы Кастель-Монкайо, 3-й рафини Вильянуэва-де-лас-Ачас (сеньоры Валье-де-лас-Ачас в Галисии), грандессы Испании второго класса, 18-й сеньоры Ла-Игера-де-Варгас, 18-й сеньоры городов Бургильос, Ла-Игера-де-Варгас, Вальверде и Лас-Аталаяс, 15-й сеньоры Сан-Фагундо, 10-й сеньоры Ла-Пульгоса и Кофрентес, сеньоры Эспадеро.
В юности Карлос Хосе Франсиско перешёл в 1808 году на сторону принца Астурийского Фернандо, который после отречения своего отца Карлоса IV после Аранхуэсского мятежа был возведён на испанский королевский трон под именем Фердинанда VII. Карлос был отправлен во Францию с секретным заданием о заключении брака между Фердинандом и Шарлоттой Бонапарт, племянницей Наполеона, но получил отказ от французского императора.
Карлос Хосе Франсиско вошёл в состав делегации, которой суждено было принять императора Наполеона Бонапарта в Байонне, вместе с герцогами Фриасом и Мединасели. В Байонне о присоединился к свите нового короля Испании Жозефа Бонапарта, брата Наполеона, и сопровождал его в Мадрид. Когда в июле 1808 года Жозеф Бонапарт покинул Мадрид, Карлос Гутьеррес де лос Риос присоединился к патриотическому движению в войне за независимость, за что Наполеон объявил его предателем (вместе с герцогами Инфантадо, Ихаром, Мединасели, Осуной и др.). Карлос Гутьеррес собрал за свой счёт кавалерийский полк, но из-за болезни не участвовал в военных действиях 1809 года.
29 января 1812 года Карлос Гутьеррес де лос Риос был назначен послом Испании в Великобритании, где он заменил герцога Инфантадо. В 1816 году он был назначен послом Испании во Франции для подписания мирного договора. 8 и 9 июня 1817 года Карлос Гутьеррес де лос Риос подписал в Париже документ о присоединении Испании к Венскому и Парижскому договорам.
Его большие дипломатические способности снискали ему симпатию и благосклонность Фердинанда VII, который сделал его 23 августа 1817 года 1-м герцогом Фернан Нуньесом. Также он являлся последним феодальным владельцем города Фернан-Нуньес.
В марте 1820 года после прихода в Испании к власти либерального правительства герцог Фернан Нуньес был лишён статуса посла во Франции, но он продолжил занимать посольскую резиденцию и поддерживать отношения с французскими властями. Король Фердинанд VII, который в то время начал тайную дипломатию, чтобы освободиться от либерального правительства, не только подтвердил своё доверие к Фернану Нуньесу, но и доверил ему в 1821 году действовать в качестве своего специального агента в Париж, чтобы тайно просить короля Франции Людовика XVIII об интервенции в Испанию для восстановления абсолютного режима.
Он умер в 1822 году в Париже в результате падения с лошади.

## Семья
29 октября 1798 года Карлос Гутьеррес де лос Риос женился на Марии Соледад Висенте де Солис и Виньянкур Лассо де ла Вега, 6-й герцогине Монтельяно (2 октября 1780 — 7 июня 1840), дочери Альваро де Солиса Виньякура и Фолка де Кардоны, 5-го герцога де Монтельяно (1756—1806), и Марии Андреи Лассо де ла Вега и Сильва, 11-й маркизы де Миранда-де-Аута. Их дети:
- Касильда или Карлотта Гутьеррес де лос Риос и Солис (25 декабря 1799—1805)
- Мария Франсиска Асис Гутьеррес де лос Риос и Солис (4 октября 1801 — 26 февраля 1836), преемница отца. Носила титулы 2-й герцогини де Фернан Нуньес, 7-й маркизы де Кастель-Монкайо, 11-й маркизы де ла Аламеды, 12-й графини де Барахаса и 5-й маркизы де Вильянуэва-де-лас-Ачас. Муж — Фелипе Мария Осорио и де ла Куэва, 7-й маркиз де Нулес (1795—1859)